# ミズタマソウ

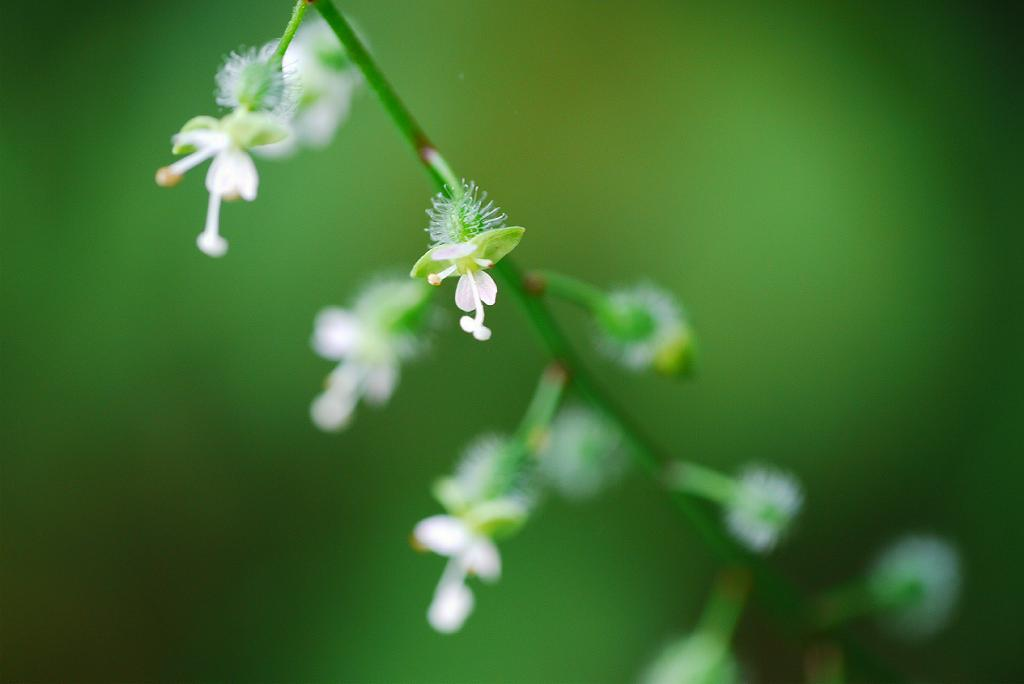
花

ミズタマソウ （水玉草、Circaea mollis ）はアカバナ科ミズタマソウ属の草本。毛の生えた果実が水玉を思わせる。

## 特徴
多年生の草本で、細い地下茎を伸ばす。茎は立ち上がり、高さ20-60cm、下向きの細毛が生えている。葉は対生で、1-4cmの葉柄があり、葉身は長さ5-13cm、幅1.5-4cm。葉の形は長卵形から卵状長楕円形で、縁には低い鋸歯があり、また細かい毛が生える。
花期は8-9月、花序は長さ15cmほどで、総状花序をなす。花は白から淡い紅色。花弁は2個で倒卵形で先端が浅く2つに裂ける。萼片は花弁の倍ほどの長さがあり、反り返る。果実は広倒卵形で幅3-4mm、溝があり、その表面一面に鈎状の毛が生える。
和名のミズタマソウは、「水玉草」の意で、白い毛の生えた球形の子房を「霧がかかった水玉」に見立てたもの。果時には花弁等も落ち、この部分が白く目立って見える。

## 分布と生育環境
日本では北海道から九州までに見られ、国外では朝鮮半島、中国、インドシナに分布する。山地の日陰に生える。

## 分類

### 属内分類
同属のものは日本に5種ある。そのうちミヤマタニタデ C. alpina は背丈10cmほどの小型種である。後の3種は本種に似ているが、ウシタキソウ C. cordata は全体に毛が多く、タニタデ C. erubescens は花柄に毛が無く、エゾノミズタマソウ C. canadensis subsp. quadrisulcata （シノニム：C. quadrisulcata ）は茎に毛がないといった点で区別できる。

### 種内分類等
- ミズタマタニタデ Circaea erubescens Franch. et Sav. × C. mollis Siebold et Zucc. - 本種とタニタデの自然交雑種
- ヒロハノミズタマソウ Circaea × ovata (Honda) Boufford - 本種とウシタキソウの自然交雑種

この属のものは野生でも交雑種を形成することが多い。本種との関連ではウシタキソウと本種との雑種と推定されているミズタキソウ（別名：ウシタマソウ、ヒロハノミズタマソウ）がある。また、本種の種内変異としては、葉が卵形、基部が心形に窪み、葉柄が長いものをヒロハノミズタマソウ var. ovata として区別する場合があり、本州中部で基本変種に混じって見られる。この変種はウシタキソウにやや似るが、ウシタキソウが全体に緑なのに対し、本種は葉や枝の付け根が赤みを帯びる。
なお、雑種のミズタキソウ（別名：ウシタマソウ、ヒロハノミズタマソウ）と本種の種内変異とされるヒロハノミズタマソウ var. ovata は、ヒロハノミズタマソウ Circaea × ovata として同一のものとの考えがある。